# Boisbreteau
Boisbreteau (prononcer [bwɑbʀəto]) est une commune du Sud-Ouest de la France située dans le département de la Charente, en région Nouvelle-Aquitaine.
Ses habitants sont appelés les Boisbreteausiens et les Boisbreteausiennes.

## Géographie

### Localisation et accès
Boisbreteau est une commune du Sud Charente, limitrophe avec la Charente-Maritime.
Elle est située dans la forêt de la Double saintongeaise, à 8 km à l'ouest de Brossac, chef-lieu de son canton, 7 km au nord-est de Chevanceaux et à 43 km au sud-ouest d'Angoulême.
Boisbreteau est aussi à 9 km de Baignes, 16 km de Barbezieux, 43 km de Cognac et 63 km de Bordeaux.
La N 10 entre Angoulême et Bordeaux passe à 5 km à l'ouest du bourg, et la D 731 entre Barbezieux et Brossac, route de Cognac à Chalais, passe à 7 km au nord-est. La commune est desservie par de petites routes départementales. La D 100 et la D 133 se croisent au bourg ; la D 2, de Baignes à Brossac, traverse le Nord de la commune d'est en ouest.
La gare la plus proche est celle de Chalais, à 16 km, desservie par des TER Nouvelle-Aquitaine à destination d'Angoulême et de Bordeaux.

### Hameaux et lieux-dits
La commune comporte de nombreux petits hameaux et fermes. On peut citer Rossignoux au nord-est du bourg, chez Rabouin et le Pinier à l'ouest, chez Pallard et chez Robert au nord, etc.

### Communes limitrophes
| Touvérac | Oriolles                        |             |
| Bors     | Boisbreteau                     | Guizengeard |
|          | Chevanceaux (Charente-Maritime) |             |

### Géologie et relief
La totalité de la commune est occupée par un terrain composé de sable kaolinique, d'argiles et de galets, dépôt datant du Tertiaire,,.
Le terrain communal est assez vallonné. Le point culminant est à une altitude de 157 m, situé sur la limite orientale de la commune aux Moulins (borne IGN). Le point le plus bas est à 79 m, situé sur la limite sud-ouest en bas de l'étang du Pas du Jonc. Le bourg, construit sur le flanc d'une tête de vallée, est à 120 m d'altitude.

### Hydrographie

#### Réseau hydrographique

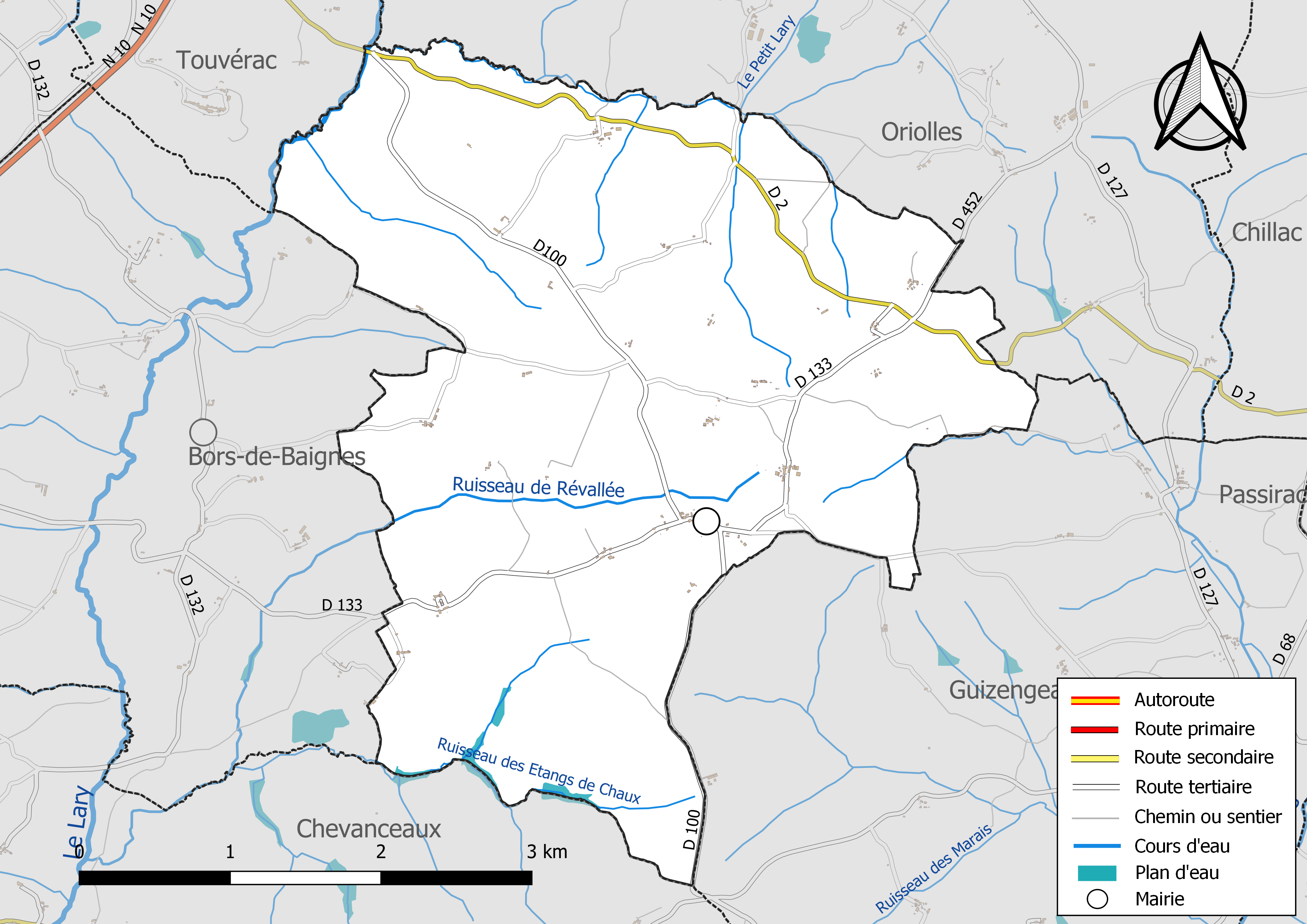
Réseaux hydrographique et routier de Boisbreteau.

La commune est située dans le bassin de la Dordogne au sein  du Bassin Adour-Garonne. Elle est drainée par le Lary, le ruisseau de Révallée, le Petit Lary, le ruisseau des Etangs de Chaux et par divers petits cours d'eau, qui constituent un réseau hydrographique de 15 km de longueur totale,.
Le Lary limite la commune au nord-ouest. D'une longueur totale de 53,7 km, il prend sa source dans la commune de Condéon et se jette  dans l'Isle en Gironde à Sablons, après avoir traversé 19 communes. Il reçoit sur sa rive gauche le Petit Lary qui limite la commune au nord.
Le Revallée, ruisseau à sec en été, prend sa source près du bourg et traverse la commune vers l'ouest. C'est aussi un affluent du Lary, en Charente-Maritime.
De nombreux petits étangs occupent aussi la surface communale, comme l'étang du Pas du Jonc, l'étang Fourchu et l'étang de Sainte-Germaine au sud, et d'autres au nord. Il y a aussi quelques sources et fontaines, comme la Font du Sable au nord, la Font de Guichet à l'est, la Fontaine de la Rondelle et la Font de l'Amour au sud.

#### Gestion des cours d'eau
Le territoire communal est couvert par le schéma d'aménagement et de gestion des eaux (SAGE) « Isle - Dronne ». Ce document de planification, dont le territoire regroupe les bassins versants de l'Isle et de la Dronne, d'une superficie de 7 500 km2, a été approuvé le 2 août 2021. La structure porteuse de l'élaboration et de la mise en œuvre est l'établissement public territorial de bassin de la Dordogne (EPIDOR). Il définit sur son territoire les objectifs généraux d’utilisation, de mise en valeur et de protection quantitative et qualitative des ressources en eau superficielle et souterraine, en respect des objectifs de qualité définis dans le troisième SDAGE  du Bassin Adour-Garonne qui couvre la période 2022-2027, approuvé le 10 mars 2022.

### Climat
Comme dans les trois quarts sud et ouest du département, le climat est océanique aquitain.

### Végétation
Ces sols peu fertiles ou landes sont souvent boisés en pins maritimes, châtaigniers, chênes (rouvres, pédonculés, tauzins), et bruyère et constituent la Double saintongeaise, appelée forêt de Chaux ou Petit Angoumois dans la partie charentaise, qui couvre une grande partie des cantons de Brossac et Baignes.

## Urbanisme

### Typologie
Au 1er janvier 2024, Boisbreteau est catégorisée commune rurale à habitat très dispersé, selon la nouvelle grille communale de densité à 7 niveaux définie par l'Insee en 2022.
Elle est située hors unité urbaine et hors attraction des villes,.

### Occupation des sols
L'occupation des sols de la commune, telle qu'elle ressort de la base de données européenne d’occupation biophysique des sols Corine Land Cover (CLC), est marquée par l'importance des forêts et milieux semi-naturels (53,2 % en 2018), en augmentation par rapport à 1990 (51,9 %). La répartition détaillée en 2018 est la suivante : 
forêts (50,8 %), zones agricoles hétérogènes (30,7 %), prairies (13,3 %), cultures permanentes (2,8 %), milieux à végétation arbustive et/ou herbacée (2,4 %). L'évolution de l’occupation des sols de la commune et de ses infrastructures peut être observée sur les différentes représentations cartographiques du territoire : la carte de Cassini (XVIIIe siècle), la carte d'état-major (1820-1866) et les cartes ou photos aériennes de l'IGN pour la période actuelle (1950 à aujourd'hui).

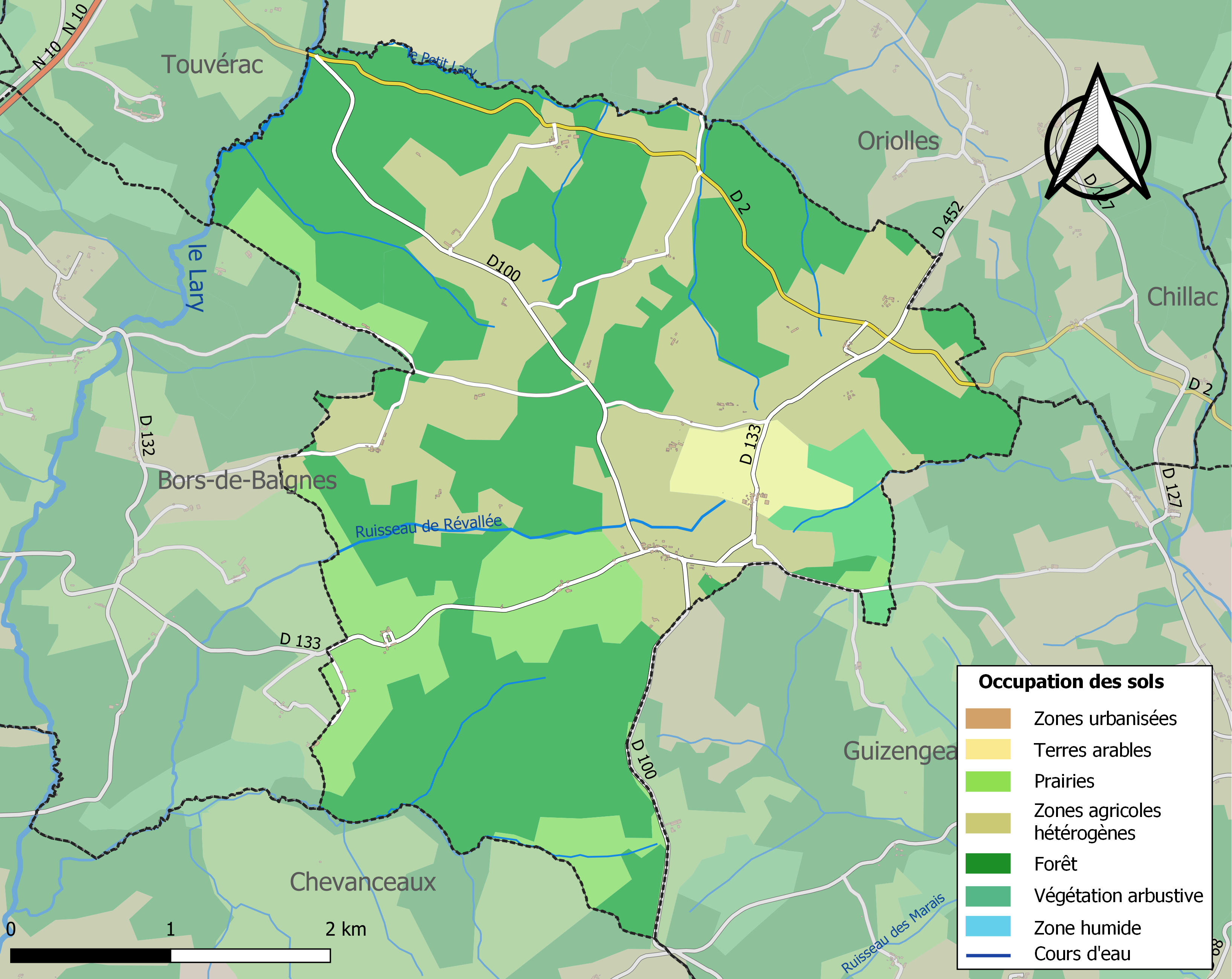
Carte des infrastructures et de l'occupation des sols de la commune en 2018 (CLC).

### Risques majeurs
Le territoire de la commune de Boisbreteau est vulnérable à différents aléas naturels : météorologiques (tempête, orage, neige, grand froid, canicule ou sécheresse), feux de forêts et séisme (sismicité faible). Un site publié par le BRGM permet d'évaluer simplement et rapidement les risques d'un bien localisé soit par son adresse soit par le numéro de sa parcelle.
Boisbreteau est exposée au risque de feu de forêt. Un plan départemental de protection des forêts contre les incendies (PDPFCI) a été élaboré pour la période 2017-2026, faisant suite à un plan 2007-2016. Les mesures individuelles de prévention contre les incendies sont précisées par divers arrêtés préfectoraux et s’appliquent dans les zones exposées aux incendies de forêt et à moins de 200 mètres de celles-ci. L’arrêté du 3 mai 2016 règlemente l'emploi du feu en interdisant notamment d’apporter du feu, de fumer et de jeter des mégots de cigarette dans les espaces sensibles et sur les voies qui les traversent sous peine de sanctions. L'arrêté du 27 décembre 2019 rend le débroussaillement obligatoire, incombant au propriétaire ou ayant droit,,,.

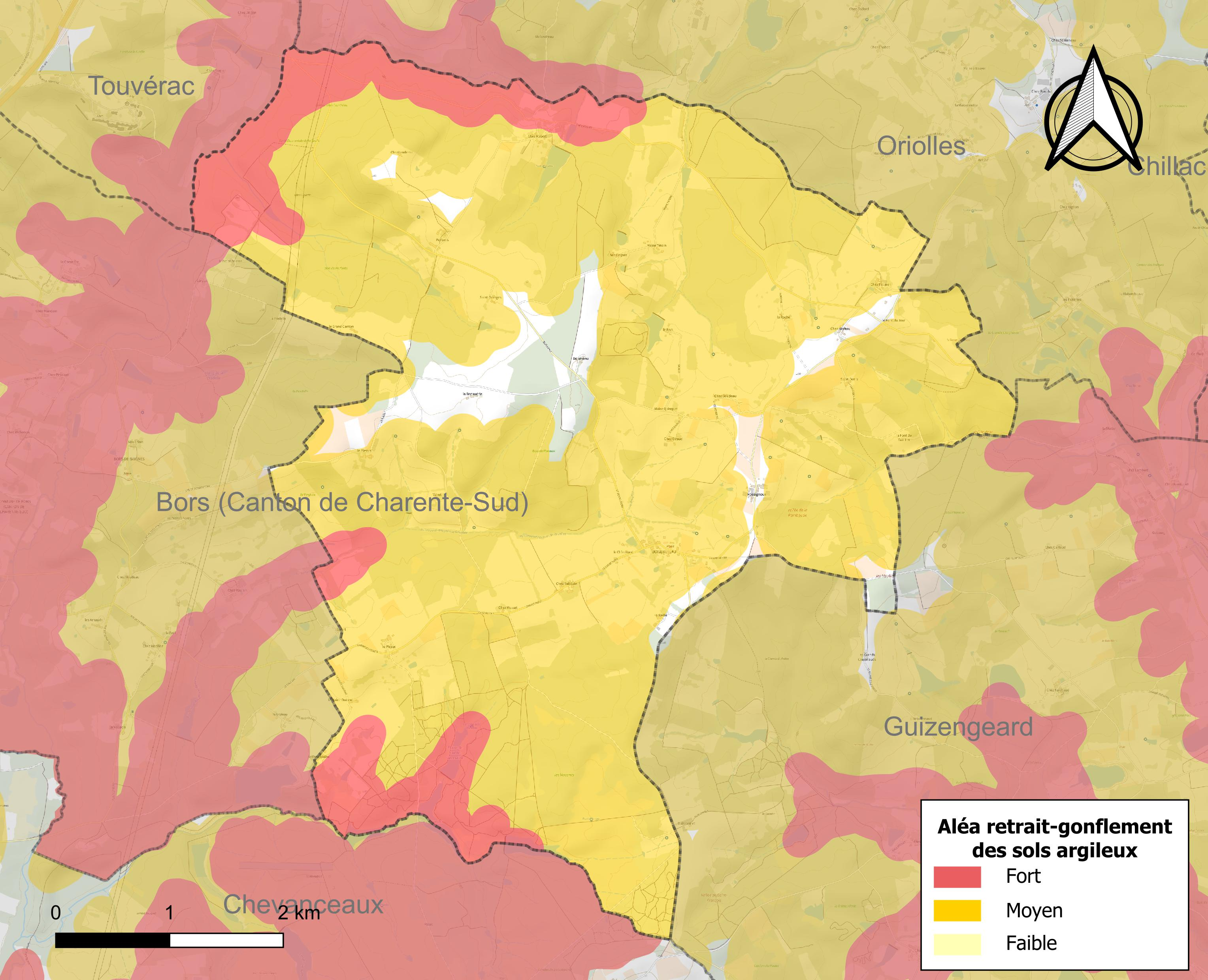
Carte des zones d'aléa retrait-gonflement des sols argileux de Boisbreteau.

Le retrait-gonflement des sols argileux est susceptible d'engendrer des dommages importants aux bâtiments en cas d’alternance de périodes de sécheresse et de pluie. 92,7 % de la superficie communale est en aléa moyen ou fort (67,4 % au niveau départemental et 48,5 % au niveau national). Sur les 86 bâtiments dénombrés sur la commune en 2019,  73 sont en aléa moyen ou fort, soit 85 %, à comparer aux 81 % au niveau départemental et 54 % au niveau national. Une cartographie de l'exposition du territoire national au retrait gonflement des sols argileux est disponible sur le site du BRGM,.
Par ailleurs, afin de mieux appréhender le risque d’affaissement de terrain, l'inventaire national des cavités souterraines permet de localiser celles situées sur la commune.
La commune a été reconnue en état de catastrophe naturelle au titre des dommages causés par les inondations et coulées de boue survenues en 1982 et 1999. Concernant les mouvements de terrains, la commune a été reconnue en état de catastrophe naturelle au titre des dommages causés par des mouvements de terrain en 1999.

## Toponymie
Les formes anciennes sont nemus Bertaldi en 1075, Bosco Bertaut en 1213.
L'origine du nom de Boisbreteau remonterait au bas latin boscus signifiant bois, et à un nom de propriétaire franc Bertald, ce qui correspondrait au « bois de Bertaud »,

## Histoire
La première église  de Boisbreteau fut bâtie antérieurement au IXe siècle, détruite au XIVe siècle, réparée au XVe siècle et interdite en 1784 à la veille de la Révolution.
Un prieuré aurait été construit au XIIIe siècle. La fondation du prieuré de clunisiens Notre-Dame à Boisbreteau est de date inconnue mais un titulaire Wilelmus est mentionné en 1270.
Alors que la guerre de Cent Ans ravage le royaume de France depuis 1337 et particulièrement depuis la victoire navale des Anglais à l'Écluse en 1340 ; dès la fin du XIVe siècle, le prieuré de clunisiens se retrouve ruiné par les Anglais et fut purement et simplement supprimé. C'est en effet à cette époque que la paroisse de Boisbreteau fut rattachée au prieuré Saint-Vivien de Saintes.
Les recherches ont permis de supposer que le prieuré se trouvait probablement à l'emplacement de l'actuelle église Sainte-Macrine.
Au XVe siècle la terre de Boisbreteau appartenait à la famille Frondebœuf, jusqu'au mariage d'Isabeau de Frondebœuf avec Jean de Curzay, seigneur de Parsay, le 18 juillet 1491 et c'est encore par mariage qu'elle passe en 1609 à la famille de La Porte aux Loup, puis aux Rocquart, puis aux Saulnier de la Pierre-Levée, seigneurs de Rouillac, Gondeville, Sonneville, Boisbreteau et autres lieux.
Sous l'Ancien Régime, la paroisse de Boisbreteau dépendait, avec une partie de celle d'Oriolles, de la seigneurie puis marquisat de Touvérac, terre elle-même dépendant de la baronnie puis duché de Montausier à partir de la fin du XVIIe siècle. Ce dernier faisait partie du Petit Angoumois, enclave de l'Angoumois en Saintonge dont Baignes était le centre.
Outre la paroisse de Notre-Dame de Boisbreteau, la commune comprenait aussi deux autres paroisses : Saint-Pierre ou Saint-Nicolas de Perfons (qu'on nommait aussi Perfontes, ou Peirafont, la fontaine de la pierre), et Saint-Martin de Venet. L'église de Venet a totalement disparu, peut-être depuis les guerres de religion. Celle de Pérefons, attachée à l'Hostellerie de l'abbaye de Baignes, a été restaurée en 1700 par son curé, Jean de Rabaine, seigneur de Tanzac et de Pérefons, prêtre après le décès de sa femme.

## Administration
| Période                                  | Période  | Identité                                    | Étiquette | Qualité                        |
| ---------------------------------------- | -------- | ------------------------------------------- | --------- | ------------------------------ |
| avant 1978                               | ?        | Robert Frappier                             | DVG       | Viticulteur exploitant         |
| 1991                                     | 2014     | Pierre Tessonneau                           | DVD       | Retraité travaux publics       |
| 2014                                     | 2020     | Jean-Claude Tessonneau (frère du précédent) |           | Retraité (conducteur d'engins) |
| 2020                                     | En cours | Gaël Tétoin                                 |           | Notaire                        |
| Les données manquantes sont à compléter. |          |                                             |           |                                |

## Démographie

### Évolution démographique
L'évolution du nombre d'habitants est connue à travers les recensements de la population effectués dans la commune depuis 1793. Pour les communes de moins de 10 000 habitants, une enquête de recensement portant sur toute la population est réalisée tous les cinq ans, les populations de référence des années intermédiaires étant quant à elles estimées par interpolation ou extrapolation. Pour la commune, le premier recensement exhaustif entrant dans le cadre du nouveau dispositif a été réalisé en 2004.

En 2022, la commune comptait 128 habitants, en évolution de −8,57 % par rapport à 2016 (Charente : −0,48 %, France hors Mayotte : +2,11 %).
| 1793 | 1800 | 1806 | 1821 | 1831 | 1841 | 1846 | 1851 | 1856 |
| ---- | ---- | ---- | ---- | ---- | ---- | ---- | ---- | ---- |
| 238  | 267  | 239  | 311  | 322  | 313  | 375  | 333  | 337  |

| 1861 | 1866 | 1872 | 1876 | 1881 | 1886 | 1891 | 1896 | 1901 |
| ---- | ---- | ---- | ---- | ---- | ---- | ---- | ---- | ---- |
| 323  | 340  | 323  | 319  | 348  | 307  | 307  | 309  | 298  |

| 1906 | 1911 | 1921 | 1926 | 1931 | 1936 | 1946 | 1954 | 1962 |
| ---- | ---- | ---- | ---- | ---- | ---- | ---- | ---- | ---- |
| 294  | 292  | 248  | 266  | 268  | 265  | 236  | 217  | 201  |

| 1968 | 1975 | 1982 | 1990 | 1999 | 2004 | 2006 | 2009 | 2014 |
| ---- | ---- | ---- | ---- | ---- | ---- | ---- | ---- | ---- |
| 182  | 174  | 153  | 148  | 122  | 120  | 123  | 124  | 135  |

| 2019 | 2022 | - | - | - | - | - | - | - |
| ---- | ---- | - | - | - | - | - | - | - |
| 129  | 128  | - | - | - | - | - | - | - |

### Pyramide des âges
La population de la commune est relativement âgée.
En 2018, le taux de personnes d'un âge inférieur à 30 ans s'élève à 21,7 %, soit en dessous de la moyenne départementale (30,2 %). À l'inverse, le taux de personnes d'âge supérieur à 60 ans est de 41,8 % la même année, alors qu'il est de 32,3 % au niveau départemental.
En 2018, la commune comptait 65 hommes pour 68 femmes, soit un taux de 51,13 % de femmes, légèrement inférieur au taux départemental (51,59 %).
Les pyramides des âges de la commune et du département s'établissent comme suit.
| Hommes | Classe d’âge | Femmes |
| ------ | ------------ | ------ |
| 0,0    | 90 ou +      | 4,5    |
| 14,3   | 75-89 ans    | 16,7   |
| 22,2   | 60-74 ans    | 25,8   |
| 28,6   | 45-59 ans    | 15,2   |
| 14,3   | 30-44 ans    | 15,2   |
| 11,1   | 15-29 ans    | 9,1    |
| 9,5    | 0-14 ans     | 13,6   |

| Hommes | Classe d’âge | Femmes |
| ------ | ------------ | ------ |
| 1      | 90 ou +      | 2,7    |
| 9,2    | 75-89 ans    | 12     |
| 20,6   | 60-74 ans    | 21,3   |
| 20,7   | 45-59 ans    | 20,3   |
| 16,8   | 30-44 ans    | 16     |
| 15,6   | 15-29 ans    | 13,4   |
| 16,1   | 0-14 ans     | 14,3   |

## Économie

### Agriculture
La viticulture occupe une petite partie de l'activité agricole. La commune est située dans les Bons Bois, dans la zone d'appellation d'origine contrôlée du cognac.

## Lieux et monuments

### Église Sainte-Macrine

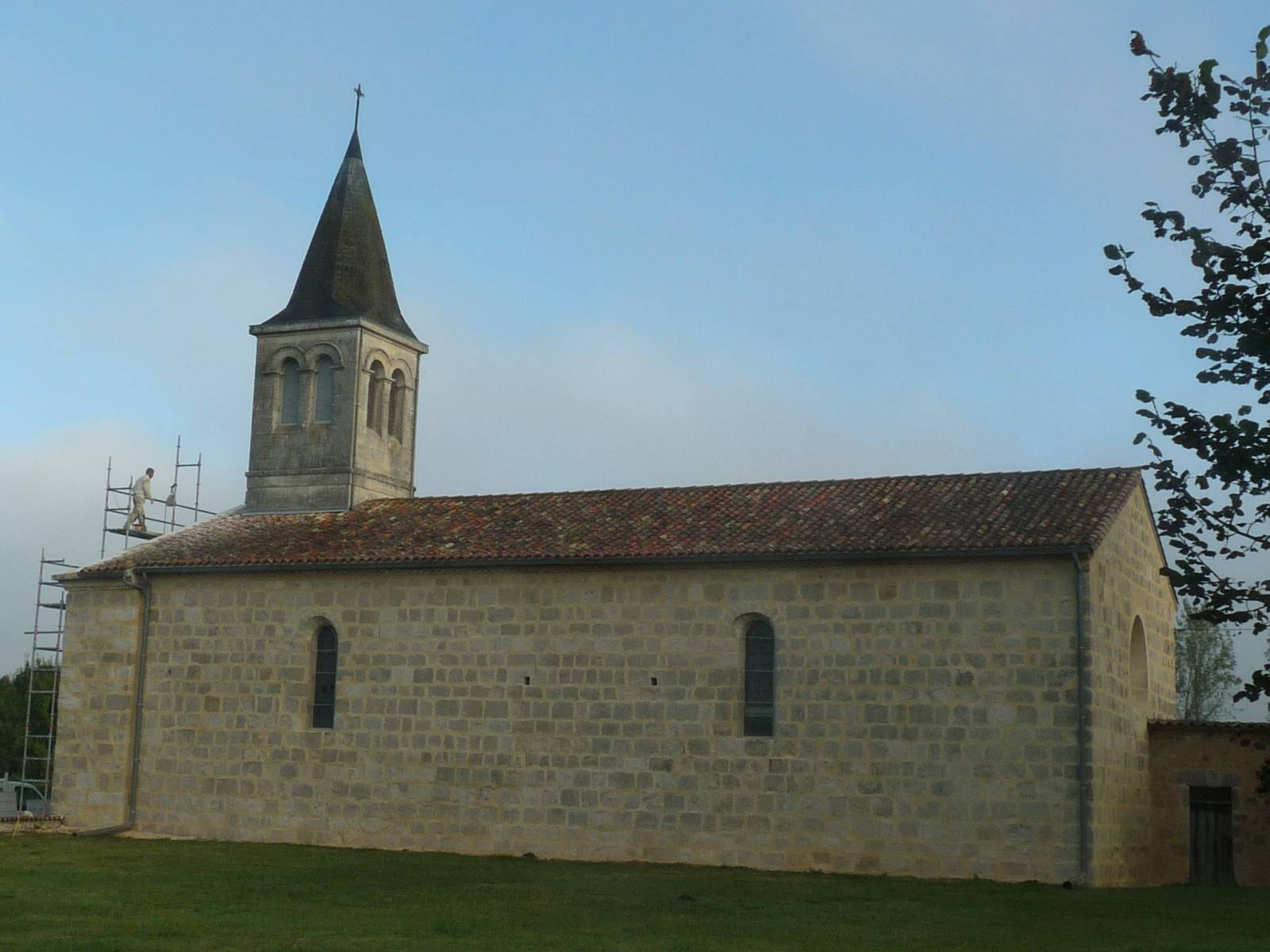
L'église Sainte-Macrine.

L'église paroissiale Sainte-Macrine était à l'origine au XIe siècle un prieuré-cure d'Augustins dépendant du prieuré Saint-Vivien de Saintes, et dédié à Notre-Dame. Elle fut détruite pendant la guerre de Cent Ans. Plusieurs fois ruinée, elle fut reconstruite en 1786 et dédiée à sainte Macrine. Seul le rez-de-chaussée de sa façade est d'origine romane. Son clocher a été réparé en 1894, sous la conduite de l’architecte Pierre Texier. Construite en pierre de taille calcaire, l’église Sainte-Macrine telle que nous la connaissons aujourd’hui est couverte de tuiles creuses typiques à notre région et d’ardoises sur son clocher. Possédant un vitrail, son toit est à longs pans, les pignons sont tantôt couverts tantôt découverts et sa flèche qui surmonte le clocher est polygonale. Elle est aujourd’hui, et depuis la loi de 1905, la propriété de la commune,.
La cloche faite d’acier et de fonte fondue vers 1872 a été réalisée par Jacob Hoetzer, fondeur de cloche à Firminy près de Saint-Étienne.

### Château de Boisbreteau
Le château de Boisbreteau est constitué d'une habitation rectangulaire du XVIe siècle remaniée au XVIIIe siècle flanquée d'une tour carrée arasée et couronnée de créneaux modernes et de l'autre côté d'un pavillon à toit à brisis, couvert de tuiles comme l'habitation principale.